# Magdalena Forsberg
Maria Magdalena Forsberg (nacida como Maria Magdalena Wallin, Ullånger, 25 de julio de 1967) es una deportista sueca que compitió en esquí de fondo y biatlón.
Participó en tres Juegos Olímpicos de Invierno, 1992 (esquí de fondo), Nagano 1998 (biatlón) y 2002 (biatlón), obteniendo dos medallas de bronce en Salt Lake City 2002, en las pruebas de velocidad e individual.
Ganó doce medallas en el Campeonato Mundial de Biatlón entre los años 1996 y 2001. En esquí de fondo obtuvo una medalla de bronce en el Campeonato Mundial de Esquí Nórdico de 1987, en la prueba de relevo.

## Palmarés internacional
| Campeonato Mundial | Campeonato Mundial | Campeonato Mundial | Campeonato Mundial |
| Año                | Lugar              | Medalla            | Prueba             |
| ------------------ | ------------------ | ------------------ | ------------------ |
| 1987               | Oberstdorf (RFA)   | Medalla de bronce  | Relevo 4 × 5 km    |

| Juegos Olímpicos   | Juegos Olímpicos                | Juegos Olímpicos  | Juegos Olímpicos |
| Año                | Lugar                           | Medalla           | Prueba           |
| ------------------ | ------------------------------- | ----------------- | ---------------- |
| 2002               | Salt Lake City (Estados Unidos) | Medalla de bronce | Velocidad        |
| 2002               | Salt Lake City (Estados Unidos) | Medalla de bronce | Individual       |
| Campeonato Mundial |                                 |                   |                  |
| Año                | Lugar                           | Medalla           | Prueba           |
| 1996               | Ruhpolding (Alemania)           | Medalla de bronce | Velocidad        |
| 1997               | Osrblie (Eslovaquia)            | Medalla de oro    | Persecución      |
| 1997               | Osrblie (Eslovaquia)            | Medalla de oro    | Individual       |
| 1997               | Osrblie (Eslovaquia)            | Medalla de bronce | Velocidad        |
| 1998               | Pokljuka (Eslovenia)            | Medalla de oro    | Persecución      |
| 1999               | Kontiolahti (Finlandia)         | Medalla de plata  | Velocidad        |
| 1999               | Kontiolahti (Finlandia)         | Medalla de bronce | Salida en grupo  |
| 2000               | Oslo (Noruega)                  | Medalla de oro    | Persecución      |
| 2000               | Oslo (Noruega)                  | Medalla de bronce | Individual       |
| 2001               | Pokljuka (Eslovenia)            | Medalla de oro    | Individual       |
| 2001               | Pokljuka (Eslovenia)            | Medalla de oro    | Salida en grupo  |
| 2001               | Pokljuka (Eslovenia)            | Medalla de bronce | Persecución      |